# Журавель, Оксана
Оксана Журавель (род. 23 февраля 1986) — молдавская легкоатлетка, специалистка по бегу на средние дистанции и стипль-чезу. Выступала на профессиональном уровне в 2005—2012 годах, победительница и призёрка ряда крупных международных стартов, многократная чемпионка Молдавии, действующая рекордсменка страны в беге на 3000 метров с препятствиями, участница летних Олимпийских игр в Пекине.

## Биография
Оксана Журавель родилась 23 февраля 1986 года.
С середины 2000-х годов входила в число сильнейших молдавских бегуний на средние дистанции, становилась чемпионкой Молдавии в беге на 1500, 3000, 5000 метров, в беге на 2000 и 3000 метров с препятствиями.
В 2005 году в составе молдавской сборной стартовала на юниорском европейском первенстве в Каунасе, в финале 3000-метрового стипль-чеза финишировала седьмой.
В 2007 году в той же дисциплине закрыла десятку сильнейших на молодёжном европейском первенстве в Дебрецене. Будучи студенткой, представляла Молдавию на Всемирной Универсиаде в Бангкоке.
Благодаря череде успешных выступлений в 2008 году удостоилась права защищать честь страны на летних Олимпийских играх в Пекине — на предварительном квалификационном этапе бега на 3000 метров с препятствиями показала время 10:04.38, чего оказалось недостаточно для выхода в финальную стадию соревнований.
В 2009 году стала четвёртой на Всемирной Универсиаде в Белграде. На чемпионате мира в Берлине в финал не вышла, но установила ныне действующий рекорд Молдавии в беге на 3000 метров с препятствиями — 9:36.63.
В 2010 году среди прочего бежала стипль-чез на чемпионате Европы в Барселоне, заняла в финале десятое место.
В 2011 году отметилась выступлением на Всемирной Универсиаде в Шэньчжэне, где сошла с дистанции в ходе предварительного квалификационного этапа.
Завершила спортивную карьеру по окончании сезона 2012 года.